# MAPLE
La instalación dedicada a la producción de isótopos MAPLE (Multipurpose Applied Physics Lattice Experiment) fue un proyecto que llevaron a cabo AECL y MDS Nordion. El mismo comprendía dos reactores nucleares idénticos, así como las instalaciones necesarias para el procesado de isótopos. El objetivo era que en funcionamiento, MAPLE fuera capaz de producir la mayor parte de los isótopos de uso médico mundiales, especialmente Molibdeno-99, Cobalto-60 médico y Iodo-131 y -125.
En 1999 se obtuvo una licencia para operar el reactor MAPLE 1, y el reactor fue puesto en estado crítico por primera vez. Sin embargo, una serie de problemas de diseño del reactor detectados durante la puesta en marcha, incluyendo la medición de un coeficiente de realimentación de potencia positivo, hicieron que el proyecto fuera cancelado en el 2008.

## Historia

### Generalidades
Con la instalación del reactor NRX en 1947, Chalk River Laboratories de la AECL dispuso del más potente reactor de investigación mundial. Al mismo tiempo que los elevados flujos de neutrones disponibles en el reactor conducían a avances en campos tales como la física de materia condensada y espectroscopia de neutrones, se llevaron a cabo muchos experimentos dedicados a la producción de nuevos isótopos. Cuando se detectó que algunos de estos isótopos creados artificialmente podían utilizarse en el diagnóstico y tratamiento de muchas enfermedades, en especial cancerosas, se desarrolló el campo de la medicina nuclear. 
Durante los trabajos de investigación médica pionera realizados a finales de la década de 1940 y principios de la de 1950, se identificó al Cobalto-60 como un  isótopo útil, ya que los rayos gamma de alta energía que produce cuando decae mediante decaimiento beta son capaces de penetrar la piel del paciente, y liberar una elevada proporción de la dosis directamente en el tumor. La alta eficiencia en la producción de  neutrones del reactor NRX moderado por agua pesada, conjuntamente con el alto flujo de neutrones del reactor, permitía a AECL producir Cobalto 60 de nivel médico a un costo razonable. Por ejemplo, el coste de toda la unidad para conseguir el primer tratamiento de Cobalto-60 fue de alrededor de 50.000 dólares. En contraposición, hubiera costado 50.000.000 de dólares producir una cantidad de radio equivalente (material que se había utilizado anteriormente en la misma terapia). 1
Con este inicio tan prometedor, AECL pasó a ser el mayor proveedor mundial de isótopos médicos, utilizando tanto el reactor NRX , y el reactor NRU , que empezó a funcionar en 1957. No obstante, para fines del siglo XX estos reactores se acercan al final de su vida útil y por lo tanto se vio la necesidad de contar con una nueva instalación para continuar la producción de isótopos médicos.

### Inicio
A finales de la década de 1980, AECL empezó a tomar conciencia de que para continuar la producción de isótopos se requería construir un nuevo reactor para sustituir la capacidad perdida por el cierre del reactor NRX en 1992, y la planificada clausura del reactor NRU en los primeros años del nuevo milenio. Por ello, se decidió construir un nuevo reactor productor de isótopos médicos en Chalk River Laboratories. Como resultado de un acuerdo entre AECL y su filial MDS Nordion, de que tal instalación sería necesaria cuando el NRU fuese cerrado, las labores de diseño del reactor se iniciaron durante la primera mitad de la década de 1990.
El proyecto resultante implicaba una instalación con dos reactores nucleares de tipo pileta abierta idénticos, cada uno de ellos capaz de atender el 100% de la demanda mundial de isótopos de uso médico. El segundo reactor funcionaría como unidad de recambio, para asegurar que el suministro de isótopos no se viera interrumpido por labores de mantenimiento o apagados no planificados. Esto es necesario por la propia naturaleza de los isótopos médicos; muchos tienen vidas medias cortas, y deben utilizarse dentro de pocos días después de su producción. Con tratamientos llevados a cabo en todo el mundo, el suministro ininterrumpido es esencial.
Se suscribió un acuerdo formal para empezar el proyecto en agosto de 1996. La construcción empezó en diciembre de 1997. 2
Hubo alguna oposición local por el uso de uranio altamente enriquecido en el reactor, 3, así como de agencias de los Estados Unidos que temían que el uranio podía ser sustraído por terroristas y utilizado para la fabricación de una bomba. 4

### Construcción y pruebas de puesta en marcha
La construcción de los dos reactores se completó en mayo de 2000. Y la Autoridad Regulatoria Nuclear canadiense concedió una autorización para su funcionamiento en agosto de 1999, para el reactor MAPLE I, la que en junio del 2000 se amplió para incluir el reactor MAPLE II. Las pruebas de funcionamiento empezaron inmediatamente, y el MAPLE I alcanzó su primera reacción nuclear en cadena mantenida en febrero de 2000, siguiendo MAPLE II en octubre de 2003. No obstante, durante las pruebas, se detectó que algunas de las barras de apagado de emergencia del reactor MAPLE I podían fallar ante determinadas situaciones. El fallo fue atribuido a errores de diseño y de manufactura, vinculados con pequeñas partículas de metal acumuladas en las barras de control que interferían en su libre movimiento. Como consecuencia, el proyecto se detuvo julio de 2000, a la espera de que se rediseñara el sistema de barras de control, para conseguir mayor tolerancia de funcionamiento, se proceda a su instalación y se vuelva a probar. Para esta época, además de acumular una nueva demora de cuatro años, el proyecto ya había sobrepasado significativamente su coste inicial. AECL y MDS Nordion negociaron el futuro del proyecto, y, en especial, el reparto de los incrementos de costes.
Posteriormente al reanudarse el plan de ensayos de puesta en marcha, se midió el coeficiente de realimentación por potencia del núcleo que resultó era de valor positivo en lugar de ser de valor negativo que se había indicado en el Informe de Análisis de Seguridad (Safety Analysis Report o SAR) presentado oportunamente a la autoridad regulatoria canadiense. Este error de diseño postergó en forma indefinida el arranque de los reactores MAPLE.
Durante los años 2005 y 2006 AECL contrató una serie de estudios en USA (Oak Ridge National Laboratory) y Argentina (INVAP) para investigar las causas de este problema detectado en el diseño del núcleo del MAPLE.

## Cancelación  del proyecto
El 16 de mayo de 2008, AECL emitió un comunicado de prensa en el cual anunció que el programa MAPLE había sido cancelado, ya que "no es factible completar la puesta en marcha de los reactores". En su declaración, AECL indicó que iban a trabajar para extender la licencia de operación del reactor NRU para continuar con la producción de radioisótopos. No quedaba claro de dicha declaración que medidas tomaría AECL para asegurar el suministro de radioisótopos a largo plazo para asegurar la continuidad de su negocio de radioisótopos.